# Dirk De Wolf
Dirk De Wolf (* 16. Januar 1961 in Aalst, Belgien) ist ein ehemaliger belgischer Radsportler und Teammanager.

## Sportliche Laufbahn
De Wolf bestritt als Straßenrennfahrer bis 1982 Rennen als Amateur. In seiner letzten Amateursaison 1982 hatte er seine größten Erfolge, zum Beispiel mit dem Siegen bei den Troyes–Dijon und Seraing–Aachen–Seraing, sowie mit dem Gewinn des britischen Etappenrennens Sealink Race. Außerdem erreichte er Platz acht beim Amateureinzelrennen der Straßenweltmeisterschaft.
1983 schloss De Wolf einen Profivertrag beim belgischen Radsportteam Boule d’Or-Colnago ab. Sein erstes Paris–Roubaix beendete er auf Platz 28. Seinen ersten Profisieg feierte De Wolf im selben Jahr mit einem Etappensieg auf der 6. Etappe bei Paris-Nizza. 1984 wechselte er zum Team Kwantum Hallen-Yoko von Jan Raas. 1985 startete er für das Team Hitachi ohne nennenswerte Erfolge zu erzielen. Ein Jahr später errang De Wolf 1986 seinen bisher wichtigsten Erfolg mit dem Gewinn des französischen Etappenrennens Vier Tage von Dünkirchen. Im selben Jahr bestritt er auch seine erste Tour de France, die er mit Platz 64 abschloss. 1987 wurde er Dritter bei der Tour de Vendée. Neben seinem Sieg beendete er 1989 Paris-Roubaix und Druivenkoers als Zweiter, den Pfeil von Brabant und Tre Valli Varesine als Dritter, Gent-Wevelgem als Sechster und die Flandern-Rundfahrt als Achter. 1990 wechselte er zum Team PDM-Concorde. Hier wurde er neben seinen Siegen Dritter bei Omloop Mandel-Leie-Schelde Meulebeke, Neunter bei den Wincanton Classic, 15. bei der Meisterschaft von Zürich und 25. bei der Clásica San Sebastián. Im japanischen Utsunomiya bei den Straßen-Weltmeisterschaften wurde er hinter seinem belgischen Teamkollegen Rudy Dhaenens Zweiter vor Gianni Bugno. 1991 wechselte er zum Team Tonton Tapis-GB und hier belegte er neben Platz 2 bei Pfeil von Brabant, Platz 3 beim Amstel Gold Race, Platz 7 bei den Straßen-Weltmeisterschaften und Platz 10 bei Lüttich–Bastogne–Lüttich und bei der Meisterschaft von Zürich. 1992 wechselte De Wolf zum Team von Gianni Bugno zu Gatorade-Bianchi. Hier feierte De Wolf seinen größten Erfolg mit dem Sieg bei Lüttich–Bastogne–Lüttich. Außerdem wurde er Dritter bei Omloop Vlaamse Scheldeboorden und Druivenkoers Overijse. 1993 konnte er kein nennenswerte Erfolge erzielen. 1994 wechselte er zum französischen Team Novemail-Histor-Laser Computer und konnte hier nochmals Zweiter beim Scheldeprijs und Siebter bei den Belgischen Meisterschaften im Straßenrennen werden. Am Ende der Saison 1994 beendete De Wolf seine Laufbahn als Berufsfahrer.
Von 2009 bis 2012 war De Wolf beim belgischen Radsportteam Omega Pharma-Lotto als Sportdirektor angestellt.

## Erfolge
1983
- eine Etappe Paris-Nizza

1986
- 4 Jours de Dunkerque, ein Etappensieg

1989
- Dwars door Vlaanderen

1990
- Straßen-Weltmeisterschaft
- Druivenkoers Overijse
- eine Etappe Asturien-Rundfahrt

1991
- Giro dell’Appennino
- eine Etappe Tirreno-Adriatico

1992
- Lüttich-Bastogne-Lüttich
- eine Etappe Driedaagse van De Panne

### Monumente-des-Radsports-Platzierungen
| Monument                 | 1983 | 1984 | 1986 | 1988 | 1989 | 1990 | 1991 | 1992 | 1993 | 1994 |
| ------------------------ | ---- | ---- | ---- | ---- | ---- | ---- | ---- | ---- | ---- | ---- |
| Mailand–Sanremo          | –    | –    | –    | –    | –    | –    | –    | 141  | –    | 135  |
| Flandern-Rundfahrt       | –    | –    | 31   | 52   | 8    | –    | 11   | 10   | 44   | –    |
| Paris–Roubaix            | 28   | –    | 20   | 38   | 2    | 58   | 27   | 20   | 20   | 34   |
| Lüttich–Bastogne–Lüttich | –    | –    | –    | –    | 39   | –    | 10   | 1    | –    | –    |

### Grand-Tour-Platzierungen
| Grand Tour            | 1986 | 1988 | 1989 | 1990 | 1991 | 1992 |
| --------------------- | ---- | ---- | ---- | ---- | ---- | ---- |
| Vuelta a EspañaVuelta | –    | –    | –    | DNF  | –    | –    |
| Giro d’ItaliaGiro     | –    | –    | DNF  | –    | DNF  |      |
| Tour de FranceTour    | 64   | 80   | 66   | –    | DNF  | 86   |

### Straßenradsport-Weltmeisterschafts-Platzierungen
| Weltmeisterschaft   | 1986 | 1989 | 1990 | 1991 | 1992 |
| ------------------- | ---- | ---- | ---- | ---- | ---- |
| StraßenrennenStraße | 60   | DNF  | 2    | 7    | DNF  |